# 雅各·布克哈特

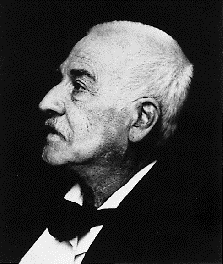
1892年的雅各·布克哈特

雅各·布克哈特（德語：Jacob Christoph Burckhardt，1818年5月25日—1897年8月8日），生於瑞士巴塞尔，並在出生地终老，傑出的文化歷史學家，他的研究重點在於歐洲藝術史與人文主義。 在巴塞尔結束神學的學業後，布克哈特在1839年到柏林洪堡大學參加利奧波德·馮·蘭克的討論課，深受啟發，並於1841年至波昂大學研習歷史。他在1843年成為巴塞尔大學的教授，雖於1855至1858年間短期轉至蘇黎世聯邦理工學院，之後還是回到該校任教。
最著名的著作是《意大利文藝復興時代的文化》(1860)（Die Kultur der Renaissance in Italien: ein Versuch）。在这本书中，他认为文艺复兴是一个“人的发现”的时代。
雅各·布克哈特頭像還被印在瑞士千法郎钞票上。